# ثيودور الأول لاسكاريس
ثيودور الأول كومنينوس لاسكاريس (باليونانية: Θεόδωρος Α' Λάσκαρις، ثيودور الأول لاسكاريس: وُلد تقريبًا عام 1175 - نوفمبر 1221)، إمبراطورية نيقية الأول -الدولة الخلف للإمبراطورية البيزنطية- من عام 1205 حتى وفاته. رغم أنه من عائلة أرستقراطية مغمورة، يرتبط نسب أمه بسلالة الكومنينيون الإمبراطورية. تزوج من ابنة الإمبراطور ألكسيوس الثالث أنجيلوس الصغيرة في عام 1200. حصل على لقب الحاكم المطلق قبل عام 1203؛ مبرهنًا حقه في خلافة حماه والد زوجته في اعتلائه العرش.
أجبرت الحملة الصليبية الرابعة الإمبراطور ألكسيوس الثالث على الهروب من القسطنطينية عام 1203. كان ثيودور مسجونًا لدى الصليبيين (اللاتينيين) لكنه لاذ بالفرار. بعد اجتيازه مضيق البوسفور في الأناضول (تركيا اليوم)، بدأ بتنظيم المقاومة العامة اليونانية ضد اللاتينيين في بيثينيا باسم والد زوجته. عقد تحالفًا مع سلاجقة الروم السلجوقي، لكنه لم يستطع إيقاف توسع اللاتينيين. ولم يستطع أيضًا منع المُطالب بالعرش الإمبراطوري، أليكسيوس كومنينوس، من إنشاء دولة خلف بيزنطية، إمبراطورية طرابزون، في شمال آسيا الصغرى. لم يوحّد ثيودور موقفه إلا بعد أن ألحق قيصر بلغاريا كالويان هزيمةً ساحقة باللاتينيين في معركة أدريانوبل (في تراقيا) في عام 1205.
فرَّ اليونانيون من الإمبراطورية اللاتينية (الدولة الصليبية التي ظهرت في المناطق الاستراتيجية البيزنطية) محتشدين إلى آسيا الصغرى للعيش في ظل حكم ثيودور. قبض اللاتينيون على والد زوجة ثيودور وأبرموا تحالفًا مع إمبراطور طرابزون أليكسيوس الأول، لكن ثيودور استطاع هزيمة قواتهم المتحدة. ضمِن ثيودور دعم معظم الأرستقراطيين البيثينيين واستولى على مناطق الذين قاوموه منهم. قلَّد ثيودور نفسه بالألقاب التقليدية للإمبراطورية البيزنطية في عام 1205. بعد ثلاث سنوات، عقد ثيودور اجتماع مجلس الكنيسة لانتخاب بطريرك القسطنطينية الأرثوذكسي الجديد. توّج البطريرك ثيودورَ كإمبراطور وأقام كرسيّ عرشه في عاصمة حكمه، نيقية. عدَّت الجماعة الأرثوذكسية في الإمبراطورية اللاتينية ثيودورَ الراعي الرئيسي لكنيستهم. لكن حكّام ديسبوتية إبيروس -الولاية التي نشأت في الجانب الغربي من الإمبراطورية البيزنطية- شكّكت في شرعية تتويجه كإمبراطور.
لم يتخلَّ والد زوجة ثيودور عن مطالبته في العرش. بعد إطلاق سراحه، أقنع ألكسيوس الثالث السلاجقة بغزو نيقية، لكن ثيودور دحرهم في عام 1211. استولى الإمبراطور اللاتيني هنري فلاندرز على قلاع هامة في غرب آسيا الصغرى في عام 1212. لكنّ قوّاته من الجنود نفدت ولم يستطع إرساء حامياته فيها. أقرّ هنري ضمنيًا في معاهدة سلام أبرمها مع ثيودور بوجود إمبراطورية نيقية. انتزع ثيودور إقليم غرب بافلاغونيا على ساحل البحر الأسود من أليكسيوس الأول كومنينوس. حاول ثيودور نحو عام 1220 إقناع لاتينيي القسطنطينية بالاعتراف بحكمه، لكنهم رفضوا ذلك. أسس ثيودور دولة قوية بجوار القسطنطينية مكّنت خلفاءه من طرد اللاتينيين من المدينة وإعادة إحياء الإمبراطورية البيزنطية في عام 1261.